# Armel Traoré
Armel Traoré (Charenton-le-Pont, 23 gennaio 2003) è un cestista francese.

## Carriera

### Nazionale
Con la nazionale Under-19 francese ha disputato i Mondiali di categoria del 2021, conclusi al secondo posto finale.

## Statistiche

### LNB Pro A
| Anno      | Squadra          | PG | PT | MP   | TC%  | 3P%  | TL%  | RP  | AP  | PRP | SP  | PP   |
| --------- | ---------------- | -- | -- | ---- | ---- | ---- | ---- | --- | --- | --- | --- | ---- |
| 2021-2022 | Monaco           | 11 | -  | 6,3  | 45,0 | 0,0  | 33,3 | 1,1 | 0,3 | 0,4 | 0,0 | 1,7  |
| 2022-2023 | Metropolitans 92 | 18 | -  | 12,2 | 50,0 | 45,8 | 55,0 | 3,1 | 0,4 | 0,2 | 0,2 | 5,8  |
| 2023-2024 | Blois            | 33 | -  | 25,5 | 54,1 | 26,2 | 64,6 | 7,3 | 1,5 | 0,6 | 0,3 | 10,8 |
| Carriera  | Carriera         | 62 | -  | 18,2 | 52,7 | 30,7 | 62,3 | 5,0 | 1,0 | 0,5 | 0,2 | 7,7  |